# Sven-Gunnar Andrén
Sven-Gunnar Andrén, född 12 mars 1913 i Stockholm, död där 6 januari 2004, var en svensk läkare, pianist och dirigent.
Andrén avlade medicine licentiatexamen 1941 och var verksam som läkare i Stockholm 1939–1951. Han blev klinikchef för infektionskliniken vid Centrallasarettet i Linköping 1952.
Andrén var konstnärlig ledare för Norrköpings orkesterförening och senare för Norrköpings symfoniorkester 1964–1986. Han var som pianist verksam som solist, ackompanjatör och kammarmusiker.
Sven-Gunnar Andrén är gravsatt i minneslunden på Skogskyrkogården i Stockholm.

## Priser och utmärkelser
- 1963 – Ledamot nr 711 av Kungliga Musikaliska Akademien
- 1974 – Medaljen för tonkonstens främjande
- 1983 – Litteris et Artibus